# Collier-ház
A Collier-ház (angolul: Collier House) műemlék az Amerikai Egyesült Államok Oregon államának Eugene városában. Az 1886-ban épült ház névadója, tervezője és korábbi tulajdonosa George Collier, az Oregoni Egyetem fizika- és kémiaoktatója, aki két fiával élt itt. Az épület korábban rektori rezidenciaként, kollégiumként, könyvtárként, klubházként és étteremként is szolgált. Később a Tánc- és Zenetanszék költözött ide.
2018 októberében az egyetem új létesítmény építését jelentette be, melynek helyéül a Collier-ház telkét jelölték ki. Mivel az épület műemlék, nem bonthatják el; az igazgatótanács 9–1 arányban a Gerlinger épület mellé költöztetés mellett döntött.

## Fordítás
- Ez a szócikk részben vagy egészben  a   Collier House (University of Oregon) című angol Wikipédia-szócikk ezen változatának fordításán alapul.  Az eredeti cikk szerkesztőit annak laptörténete sorolja fel. Ez a jelzés csupán a megfogalmazás eredetét és a szerzői jogokat jelzi, nem szolgál a cikkben szereplő információk forrásmegjelöléseként.